# FK Metallourg Magnitogorsk
Ne pas confondre avec le club de hockey sur glace du même nom.
Le Metallourg Magnitogorsk (en russe : «Металлург-Магнитогорск») est un club russe de football basé à Magnitogorsk. Il a été fondé en 1932.
Il évolue depuis 2006 au sein du championnat russe amateur.

## Histoire
Le club est fondé en 1932 et évolue alors à l'échelon régional. Ses premières années le voit notamment participer à la Coupe d'Union soviétique en 1937 et 1938 sous le nom Metallourg Vostoka.
Il découvre les divisions professionnelles en intégrant la deuxième division entre 1948 et 1949. Il retrouve ensuite ce niveau à partir de 1958 avant de descendre au troisième échelon en 1962. Il parvient à retrouver la deuxième division en 1967, mais après deux années de suite à la dernière place du championnat, il est relégué directement au quatrième échelon en 1969.
Faisant son retour au troisième niveau à partir de 1971, le Metallourg se maintient dans cette division pendant près de 19 ans, terminant notamment deuxième de la zone 2 en 1984. Il est finalement relégué au quatrième échelon en 1989 et y passe ses dernières saisons soviétiques.  
Après la fin des compétitions soviétiques, il intègre en 1992 la deuxième division russe, dont il est relégué dès 1993. Il se maintient ensuite au troisième échelon jusqu'en 2003. Après une saison en amateur, il effectue brièvement son retour en troisième division en 2005 avant d'être dissout en fin d'année.
Le club est refondé dès 2006 sous l’appellation FK Magnitogorsk et intègre par la suite la quatrième division, où il évolue depuis au sein du groupe Oural-Sibérie occidentale. Le club reprend son nom historique Metallourg à partir de 2017.

## Bilan sportif

### Classements en championnat
La frise ci-dessous résume les classements successifs du club en championnat d'Union soviétique.
La frise ci-dessous résume les classements successifs du club en championnat de Russie.

### Bilan par saison
Légende
- Promotion en division supérieure
- Relégation en division inférieure

#### Période soviétique
| Saison    | Championnat          | Championnat          | Championnat          | Championnat          | Championnat          | Championnat          | Championnat          | Championnat          | Championnat          | Championnat          | Coupe d'URSS     |
| Saison    | Division             | Pos                  | Pts                  | J                    | V                    | N                    | D                    | BP                   | BC                   | Diff                 | Coupe d'URSS     |
| --------- | -------------------- | -------------------- | -------------------- | -------------------- | -------------------- | -------------------- | -------------------- | -------------------- | -------------------- | -------------------- | ---------------- |
| 1937      | Championnat régional | Championnat régional | Championnat régional | Championnat régional | Championnat régional | Championnat régional | Championnat régional | Championnat régional | Championnat régional | Championnat régional | Deuxième tour    |
| 1938      | Championnat régional | Championnat régional | Championnat régional | Championnat régional | Championnat régional | Championnat régional | Championnat régional | Championnat régional | Championnat régional | Championnat régional | Premier tour Q   |
| 1939-1947 | Championnat régional | Championnat régional | Championnat régional | Championnat régional | Championnat régional | Championnat régional | Championnat régional | Championnat régional | Championnat régional | Championnat régional | —                |
| 1948      | 2e Russie 2          | 11e                  | 15                   | 24                   | 7                    | 1                    | 16                   | 34                   | 66                   | -32                  | —                |
| 1949      | 2e Russie 2          | 13e                  | 14                   | 26                   | 4                    | 6                    | 16                   | 24                   | 61                   | -37                  | Deuxième tour Q  |
| 1950-1957 | Championnat régional | Championnat régional | Championnat régional | Championnat régional | Championnat régional | Championnat régional | Championnat régional | Championnat régional | Championnat régional | Championnat régional | —                |
| 1958      | 2e Zone 5            | 10e                  | 28                   | 30                   | 9                    | 10                   | 11                   | 49                   | 50                   | -1                   | Premier tour Q   |
| 1959      | 2e Zone 6            | 3e                   | 32                   | 26                   | 15                   | 2                    | 9                    | 46                   | 31                   | +15                  | —                |
| 1960      | 2e Russie 4          | 10e                  | 23                   | 28                   | 7                    | 9                    | 12                   | 43                   | 60                   | -17                  | Premier tour Q   |
| 1961      | 2e Russie 5          | 10e                  | 18                   | 24                   | 6                    | 6                    | 12                   | 25                   | 38                   | -13                  | Premier tour Q   |
| 1962      | 2e Russie 4          | 11e                  | 27                   | 30                   | 10                   | 7                    | 13                   | 41                   | 43                   | -2                   | Premier tour Q   |
| 1963      | 3e Russie 4          | 7e                   | 29                   | 30                   | 10                   | 9                    | 11                   | 36                   | 36                   | 0                    | Troisième tour Q |
| 1964      | 3e Russie 5          | 8e                   | 33                   | 32                   | 11                   | 11                   | 10                   | 31                   | 27                   | +4                   | Deuxième tour Q  |
| 1965      | 3e Russie 5          | 4e                   | 49                   | 38                   | 19                   | 11                   | 8                    | 57                   | 31                   | +26                  | —                |
| 1966      | 3e Russie 5          | 3e                   | 39                   | 32                   | 16                   | 7                    | 9                    | 40                   | 28                   | +12                  | Quatrième tour Q |
| 1967      | 3e Russie 5          | 3e                   | 49                   | 36                   | 19                   | 11                   | 6                    | 53                   | 21                   | +32                  | Deuxième tour Q  |
| 1968      | 2e Groupe 3          | 21e                  | 29                   | 40                   | 7                    | 15                   | 18                   | 30                   | 61                   | -31                  | Troisième tour   |
| 1969      | 2e Groupe 2          | 24e                  | 24                   | 34                   | 8                    | 8                    | 18                   | 22                   | 40                   | -18                  | —                |
| 1970      | 4e Russie 3          | 18e                  | 10                   | 34                   | 2                    | 6                    | 26                   | 13                   | 56                   | -43                  | —                |
| 1971      | 3e Zone 5            | 8e                   | 35                   | 34                   | 13                   | 9                    | 12                   | 35                   | 35                   | 0                    | —                |
| 1972      | 3e Zone 6            | 13e                  | 44                   | 36                   | 12                   | 8                    | 16                   | 40                   | 39                   | +1                   | —                |
| 1973      | 3e Zone 5            | 11e                  | 22                   | 32                   | 9                    | 7                    | 16                   | 34                   | 54                   | -20                  | —                |
| 1974      | 3e Zone 4            | 11e                  | 42                   | 40                   | 16                   | 10                   | 14                   | 49                   | 48                   | +1                   | —                |
| 1975      | 3e Zone 4            | 8e                   | 33                   | 32                   | 12                   | 9                    | 11                   | 35                   | 34                   | +1                   | —                |
| 1976      | 3e Zone 4            | 8e                   | 42                   | 40                   | 15                   | 12                   | 13                   | 52                   | 43                   | +9                   | —                |
| 1977      | 3e Zone 5            | 19e                  | 33                   | 40                   | 13                   | 7                    | 20                   | 46                   | 50                   | -4                   | —                |
| 1978      | 3e Zone 5            | 13e                  | 42                   | 44                   | 16                   | 10                   | 18                   | 58                   | 65                   | -7                   | —                |
| 1979      | 3e Zone 5            | 11e                  | 46                   | 46                   | 17                   | 12                   | 17                   | 51                   | 59                   | -8                   | —                |
| 1980      | 3e Zone 2            | 15e                  | 23                   | 34                   | 8                    | 7                    | 19                   | 25                   | 51                   | -26                  | —                |
| 1981      | 3e Zone 2            | 16e                  | 22                   | 32                   | 5                    | 12                   | 15                   | 26                   | 43                   | -17                  | —                |
| 1982      | 3e Zone 2            | 7e                   | 33                   | 32                   | 14                   | 5                    | 13                   | 50                   | 43                   | +7                   | —                |
| 1983      | 3e Zone 2            | 2e                   | 34                   | 28                   | 14                   | 6                    | 8                    | 56                   | 30                   | +26                  | —                |
| 1984      | 3e Zone 2            | 3e                   | 43                   | 32                   | 18                   | 7                    | 7                    | 57                   | 31                   | +26                  | —                |
| 1985      | 3e Zone 2            | 5e                   | 35                   | 28                   | 14                   | 7                    | 7                    | 49                   | 25                   | +24                  | Deuxième tour    |
| 1986      | 3e Zone 2            | 11e                  | 27                   | 32                   | 11                   | 5                    | 16                   | 41                   | 50                   | -9                   | Premier tour     |
| 1987      | 3e Zone 2            | 15e                  | 22                   | 32                   | 10                   | 2                    | 20                   | 30                   | 55                   | -25                  | —                |
| 1988      | 3e Zone 2            | 8e                   | 30                   | 32                   | 12                   | 6                    | 14                   | 32                   | 39                   | -7                   | —                |
| 1989      | 3e Zone 2            | 16e                  | 37                   | 42                   | 13                   | 11                   | 18                   | 40                   | 59                   | -19                  | —                |
| 1990      | 4e Zone 7            | 10e                  | 31                   | 32                   | 10                   | 11                   | 11                   | 44                   | 44                   | 0                    | —                |
| 1991      | 4e Zone 7            | 2e                   | 60                   | 42                   | 25                   | 10                   | 7                    | 73                   | 31                   | +42                  | —                |

#### Période russe
| Saison    | Championnat       | Championnat | Championnat | Championnat | Championnat | Championnat | Championnat | Championnat | Championnat | Championnat | Coupe de Russie |
| Saison    | Division          | Pos         | Pts         | J           | V           | N           | D           | BP          | BC          | Diff        | Coupe de Russie |
| --------- | ----------------- | ----------- | ----------- | ----------- | ----------- | ----------- | ----------- | ----------- | ----------- | ----------- | --------------- |
| 1992      | 2e Centre         | 15e         | 28          | 34          | 10          | 8           | 16          | 30          | 43          | -13         | —               |
| 1993      | 2e Centre         | 16e         | 27          | 38          | 10          | 7           | 21          | 41          | 70          | -29         | Troisième tour  |
| 1994      | 3e Centre         | 11e         | 28          | 32          | 9           | 10          | 13          | 41          | 54          | -13         | Premier tour    |
| 1995      | 3e Centre         | 13e         | 47          | 40          | 14          | 5           | 21          | 52          | 66          | -14         | Quatrième tour  |
| 1996      | 3e Centre         | 15e         | 42          | 42          | 13          | 3           | 26          | 59          | 103         | -44         | Deuxième tour   |
| 1997      | 3e Centre         | 17e         | 42          | 40          | 11          | 9           | 20          | 45          | 69          | -24         | Premier tour    |
| 1998      | 3e Oural          | 8e          | 52          | 34          | 15          | 7           | 12          | 55          | 53          | +2          | Deuxième tour   |
| 1999      | 3e Oural          | 6e          | 50          | 30          | 14          | 8           | 8           | 44          | 37          | +7          | Deuxième tour   |
| 2000      | 3e Oural          | 6e          | 53          | 30          | 16          | 5           | 9           | 50          | 39          | +11         | Quatrième tour  |
| 2001      | 3e Oural          | 8e          | 45          | 30          | 14          | 3           | 13          | 45          | 43          | +2          | Deuxième tour   |
| 2002      | 3e Oural          | 12e         | 22          | 28          | 6           | 4           | 18          | 25          | 42          | -17         | Premier tour    |
| 2003      | 3e Oural-Povoljié | 19e         | 31          | 38          | 9           | 4           | 25          | 37          | 70          | -33         | Premier tour    |
| 2004      | 4e Oural-Sibérie  | 3e          | 36          | 18          | 11          | 3           | 4           | 34          | 12          | +22         | Quatrième tour  |
| 2005      | 3e Oural-Povoljié | 13e         | 41          | 36          | 11          | 8           | 17          | 32          | 50          | -18         | —               |
| 2006      | 4e Oural-Sibérie  | 1er         | 32          | 15          | 9           | 5           | 1           | 27          | 10          | +10         | Premier tour    |
| 2007      | 4e Oural-Sibérie  | 6e          | 27          | 18          | 8           | 3           | 7           | 33          | 24          | +9          | —               |
| 2008      | 4e Oural-Sibérie  | 10e         | 15          | 22          | 4           | 3           | 15          | 14          | 48          | -34         | —               |
| 2009      | 4e Oural-Sibérie  | 7e          | 27          | 20          | 8           | 3           | 9           | 25          | 27          | -2          | —               |
| 2010      | 4e Oural-Sibérie  | 9e          | 24          | 22          | 6           | 6           | 10          | 32          | 45          | -13         | —               |
| 2011-2012 | 4e Oural-Sibérie  | 7e          | 49          | 33          | 15          | 4           | 14          | 67          | 53          | +14         | —               |
| 2012-2013 | 4e Oural-Sibérie  | 7e          | 27          | 20          | 7           | 6           | 7           | 36          | 39          | -3          | —               |
| 2013      | 4e Oural-Sibérie  | 4e          | 15          | 9           | 5           | 0           | 4           | 15          | 10          | +5          | —               |
| 2014      | 4e Oural-Sibérie  | 7e          | 34          | 24          | 9           | 7           | 8           | 43          | 47          | -4          | —               |
| 2015      | 4e Oural-Sibérie  | 6e          | 25          | 18          | 7           | 4           | 7           | 34          | 35          | -1          | —               |
| 2016      | 4e Oural-Sibérie  | 8e          | 22          | 20          | 6           | 4           | 10          | 26          | 41          | -15         | —               |
| 2017      | 4e Oural-Sibérie  | 2e          | 36          | 20          | 11          | 3           | 6           | 45          | 31          | +14         | —               |
| 2018      | 4e Oural-Sibérie  | 4e          | 34          | 20          | 10          | 4           | 6           | 57          | 25          | +32         | —               |
| 2019      | 4e Oural-Sibérie  | 4e          | 47          | 22          | 15          | 2           | 5           | 67          | 26          | +41         | —               |
| 2020      | 4e Oural-Sibérie  | 3e          | 28          | 13          | 9           | 1           | 3           | 35          | 12          | +23         | Deuxième tour   |
| 2021      | 4e Oural-Sibérie  | 1er         | 76          | 30          | 24          | 4           | 2           | 100         | 19          | +81         | —               |
| 2022      | 4e Oural-Sibérie  | 4e          | 51          | 24          | 16          | 3           | 5           | 54          | 23          | +31         | —               |

## Entraîneurs
La liste ci-dessous présente les différents entraîneurs connus du club au cours de son histoire.
- Pavel Riabov (1948-1949)
- Feliks Mirski (1957-1969)
- Valeri Dzemechkevitch (1970)
- Valeri Kalouguine (1971)
- Valeri Tourlyguine (1972)
- Konstantin Dmitriev (1973)
- Feliks Mirski (1974-août 1976)
- Valeri Tourlyguine (septembre 1976-1980)
- Guennadi Sarytchev (en) (1981)
- Konstantin Dmitriev (1982-1985)
- Valeri Kalouguine (janvier 1986-juillet 1986)
- Aleksandr Tchernov (1987)
- Igor Kassiouk (1988-1989)
- Lev Drozdov (janvier 1990-juin 1990)
- Piotr Pilikhotsa (juillet 1990-décembre 1990)
- Viktor Loukachenko (1991-1992)
- Boris Kopeïkine (janvier 1993-juillet 1993)
- Arkadi Chestaïev (août 1993-décembre 1993)
- Viktor Sokolovski (1994)
- Igor Kassiouk (1995)
- Viktor Sokolovski (1997)
- Aleksandr Koukouchkine (1998-2000)
- Vitali Koberski (2001)
- Valeri Znarok (2002-mai 2003)
- Aleksandr Gourov (juin 2003-décembre 2003)
- Guennadi Popov (2005)
- Stanislav Filonov (2007)
- Vladimir Fiodorov (2012)